# Ямна (Светий Юрій-об-Щавниці)
Ямна (словен. Jamna) — поселення в общині Светий Юрій-об-Щавниці, Помурський регіон, Словенія. Висота над рівнем моря: 206,8 м.